# Wereldkampioenschap voetbal 1970 (kwalificatie CONCACAF)
In totaal schreven 12 landen van de CONCACAF zich in om mee te doen aan de kwalificatie van het Wereldkampioenschap voetbal 1970. Er was 1 plek beschikbaar. In de finale won El Salvador van Haïti en kwalificeerde daarmee voor het hoofdtoernooi. Mexico was als gastland automatisch gekwalificeerd. Het toernooi duurde van 6 oktober 1968 tot en met 8 oktober 1969.

## Opzet
- Eerste ronde: 12 teams werden verdeeld in vier groepen van ieder 3 landen. De landen spelen allemaal twee keer tegen elkaar, een uit- en thuiswedstrijd. De winnaars van de groepen gaan naar de halve finale.
- Halve finale: De vier winnaars uit de eerste ronde spelen in de halve finale een uit- en thuiswedstrijd tegen een van de andere landen. De winnaars kwalificeren zich voor de finaleronde.
- Finale: De twee winnaars van de halve finale spelen in de finale om 1 plaats op het hoofdtoernooi. Er wordt een uit- en thuiswedstrijd gespeeld in deze ronde.

## Gekwalificeerd landen
| FIFA-lid    | Confederatie | Kwalificatie   | Aantal dln. (inclusief 1970) | Dln. op rij | Eerste dln. | Laatste dln. | Titels (exclusief 1970) | Beste prestatie |
| ----------- | ------------ | -------------- | ---------------------------- | ----------- | ----------- | ------------ | ----------------------- | --------------- |
| Mexico      | CONCACAF     | Gastland       | 7e                           | 6           | 1930        | 1966         | 0                       | Groepsfase      |
| El Salvador | CONCACAF     | Winnaar finale | 1e                           | 1           | n.v.t.      | n.v.t.       | n.v.t.                  | n.v.t.          |

## Groepen en wedstrijden
Legenda
Omdat Mexico het toernooi organiseerde waren er vooraf mogelijkheden voor met name Costa Rica en de Verenigde Staten. Echter, Costa Rica verloor van Honduras in de eerste ronde en de Verenigde Staten verloor in de halve finale van Haïti. De andere halve finale tussen El Salvador en Honduras werd beheerst door de wederzijdse spanningen tussen beide landen. El Salvador won de beslissende wedstrijd in Mexico-City door in de verlengingen het winnende doelpunt te scoren: 3-2 voor El Salvador. Na die wedstrijd brak er een oorlog uit tussen beide landen: de Voetbaloorlog. De finale tussen El Salvador en Haïti leidde ook tot een beslissingswedstrijd. El Salvador won in Haïti met 1-2, maar Haïti sloeg toe in San Salvador: 0-3. Het doelsaldo gaf nog niet de doorslag. Het beslissende duel in Kingston (Jamaica) werd ook beslist in de verlenging: Martinez schreef voor El Salvador voetbalgeschiedenis.

### Groep 1
| Pos | Land             | Wed | Win | Gel | Ver | DV | DT | +/− | Pnt |
| --- | ---------------- | --- | --- | --- | --- | -- | -- | --- | --- |
| 1.  | Verenigde Staten | 4   | 3   | 0   | 1   | 11 | 6  | +5  | 6   |
| 2.  | Canada           | 4   | 2   | 1   | 1   | 8  | 3  | +5  | 5   |
| 3.  | Bermuda          | 4   | 0   | 1   | 3   | 2  | 12 | –10 | 1   |

|                |                                              |       |         |                                                       |
| 6 oktober 1968 | Canada                                       | 4 – 0 | Bermuda | Toronto, Ontario, Canada Scheidsrechter: Segura (MEX) |
| 6 oktober 1968 | Vigh 3' (pen) Zanatta 10' Papadakis 25', 75' |       |         | Toronto, Ontario, Canada Scheidsrechter: Segura (MEX) |

|                 |                                        |       |                     |                                                        |
| 13 oktober 1968 | Canada                                 | 4 – 2 | Verenigde Staten    | Toronto, Ontario, Canada Scheidsrechter: Figaroa (AHO) |
| 13 oktober 1968 | McPate 40', 68' Patterson 79' Vigh 89' |       | 38' Roy 89' Stritzl | Toronto, Ontario, Canada Scheidsrechter: Figaroa (AHO) |

|                 |         |       |        |                                                  |
| 20 oktober 1968 | Bermuda | 0 – 0 | Canada | Hamilton, Bermuda Scheidsrechter: Koetsier (AHO) |
| 20 oktober 1968 |         |       |        | Hamilton, Bermuda Scheidsrechter: Koetsier (AHO) |

|                 |                  |       |        |                                                            |
| 26 oktober 1968 | Verenigde Staten | 1 – 0 | Canada | Atlanta, Verenigde Staten Scheidsrechter: Soto Paris (CRC) |
| 26 oktober 1968 | Albrecht 50'     |       |        | Atlanta, Verenigde Staten Scheidsrechter: Soto Paris (CRC) |

|                 |                  |       |            |                                                            |
| 2 november 1968 | Verenigde Staten | 6 – 2 | Bermuda    | Kansas City, Verenigde Staten Scheidsrechter: Fingal (AHO) |
| 2 november 1968 | Millar Baker Roy |       | Trott Best | Kansas City, Verenigde Staten Scheidsrechter: Fingal (AHO) |

|                  |         |                         |                  |                                                |
| 11 november 1968 | Bermuda | 0 – 2                   | Verenigde Staten | Hamilton, Bermuda Scheidsrechter: Felipe (MEX) |
| 11 november 1968 |         | 8' (e.d.) Smith 41' Roy |                  | Hamilton, Bermuda Scheidsrechter: Felipe (MEX) |

### Groep 2
| Pos | Land               | Wed | Win | Gel | Ver | DV | DT | +/− | Pnt |
| --- | ------------------ | --- | --- | --- | --- | -- | -- | --- | --- |
| 1.  | Haïti              | 4   | 2   | 1   | 1   | 9  | 5  | +4  | 5   |
| 2.  | Guatemala          | 4   | 1   | 2   | 1   | 5  | 3  | +2  | 4   |
| 3.  | Trinidad en Tobago | 4   | 1   | 1   | 2   | 4  | 10 | –6  | 3   |

|                  |                                                            |       |                    |                                                             |
| 17 november 1968 | Guatemala                                                  | 4 – 0 | Trinidad en Tobago | Guatemala-Stad, Guatemala Scheidsrechter: Araya Muñoz (CRC) |
| 17 november 1968 | Stokes 30' Murren 66' (e.d.) Bastide 78' (e.d.) Melgar 88' |       |                    | Guatemala-Stad, Guatemala Scheidsrechter: Araya Muñoz (CRC) |

|                  |                    |       |           |                                                                 |
| 20 november 1968 | Trinidad en Tobago | 0 – 0 | Guatemala | Guatemala-Stad, Guatemala Scheidsrechter: Osorio Castillo (MEX) |
| 20 november 1968 |                    |       |           | Guatemala-Stad, Guatemala Scheidsrechter: Osorio Castillo (MEX) |

|                  |                                          |       |                    |                                                    |
| 23 november 1968 | Haïti                                    | 4 – 0 | Trinidad en Tobago | Port-au-Prince, Haïti Scheidsrechter: Gamboa (CRC) |
| 23 november 1968 | Saint-Vil 39', 52' Obas 57' François 86' |       |                    | Port-au-Prince, Haïti Scheidsrechter: Gamboa (CRC) |

|                  |                    |       |                         |                                                       |
| 25 november 1968 | Trinidad en Tobago | 4 – 2 | Haïti                   | Port-au-Prince, Haïti Scheidsrechter: Archundia (MEX) |
| 25 november 1968 | Archibald          |       | 23' Guillaume 52' Vorbe | Port-au-Prince, Haïti Scheidsrechter: Archundia (MEX) |

|                 |                       |       |           |                                                    |
| 8 december 1968 | Haïti                 | 2 – 0 | Guatemala | Port-au-Prince, Haïti Scheidsrechter: Molina (CRC) |
| 8 december 1968 | Guillaume Saint Surin |       |           | Port-au-Prince, Haïti Scheidsrechter: Molina (CRC) |

|                  |           |       |       |                                                         |
| 23 februari 1969 | Guatemala | 1 – 1 | Haïti | Guatemala-Stad, Guatemala Scheidsrechter: Chaplin (JAM) |
| 23 februari 1969 | González  |       | Obas  | Guatemala-Stad, Guatemala Scheidsrechter: Chaplin (JAM) |

### Groep 3
| Pos | Land       | Wed | Win | Gel | Ver | DV | DT | +/− | Pnt |
| --- | ---------- | --- | --- | --- | --- | -- | -- | --- | --- |
| 1.  | Honduras   | 4   | 3   | 1   | 0   | 7  | 2  | +5  | 7   |
| 2.  | Costa Rica | 4   | 2   | 1   | 1   | 7  | 3  | +4  | 5   |
| 3.  | Jamaica    | 4   | 0   | 0   | 4   | 2  | 11 | –9  | 0   |

|                  |                                     |       |         |                                                   |
| 27 november 1968 | Costa Rica                          | 3 – 0 | Jamaica | San José, Costa Rica Scheidsrechter: De Oca (GUA) |
| 27 november 1968 | Hernández 78' Vaughns 88' Sáenz 89' |       |         | San José, Costa Rica Scheidsrechter: De Oca (GUA) |

|                 |         |       |                      |                                                      |
| 1 december 1968 | Jamaica | 1 – 3 | Costa Rica           | San José, Costa Rica Scheidsrechter: Archundia (MEX) |
| 1 december 1968 | Dunkley |       | Chavarria Vega Núñez | San José, Costa Rica Scheidsrechter: Archundia (MEX) |

|                 |                                 |       |           |                                                  |
| 5 december 1968 | Honduras                        | 3 – 1 | Jamaica   | Tegucigalpa, Honduras Scheidsrechter: King (USA) |
| 5 december 1968 | Urquia 18' Rosales 41' Dick 56' |       | Welsh 89' | Tegucigalpa, Honduras Scheidsrechter: King (USA) |

|                 |         |                       |          |                                                 |
| 8 december 1968 | Jamaica | 0 – 2                 | Honduras | Tegucigalpa, Honduras Scheidsrechter: Lee (CAN) |
| 8 december 1968 |         | 42' Mendoza 73' Mejia |          | Tegucigalpa, Honduras Scheidsrechter: Lee (CAN) |

|                  |           |       |            |                                                    |
| 22 december 1968 | Honduras  | 1 – 0 | Costa Rica | Tegucigalpa, Honduras Scheidsrechter: Wuertz (USA) |
| 22 december 1968 | Gómez 32' |       |            | Tegucigalpa, Honduras Scheidsrechter: Wuertz (USA) |

|                  |               |       |                   |                                                        |
| 29 december 1968 | Costa Rica    | 1 – 1 | Honduras          | San José, Costa Rica Scheidsrechter: Cumberbatch (TRI) |
| 29 december 1968 | Chavarria 40' |       | 25' (pen) Rosales | San José, Costa Rica Scheidsrechter: Cumberbatch (TRI) |

### Groep 4
| Pos | Land                 | Wed | Win | Gel | Ver | DV | DT | +/− | Pnt |
| --- | -------------------- | --- | --- | --- | --- | -- | -- | --- | --- |
| 1.  | El Salvador          | 4   | 3   | 0   | 1   | 10 | 5  | +5  | 6   |
| 2.  | Suriname             | 4   | 2   | 0   | 2   | 10 | 9  | +1  | 4   |
| 3.  | Nederlandse Antillen | 4   | 1   | 0   | 3   | 3  | 9  | –6  | 2   |

|                  |                             |       |                      |                                                 |
| 24 november 1968 | Suriname                    | 6 – 0 | Nederlandse Antillen | Paramaribo, Suriname Scheidsrechter: King (USA) |
| 24 november 1968 | Corte Schoonhoven Vanenburg |       |                      | Paramaribo, Suriname Scheidsrechter: King (USA) |

|                 |                                                           |       |          |                                                              |
| 1 december 1968 | El Salvador                                               | 6 – 0 | Suriname | San Salvador, El Salvador Scheidsrechter: De Gourville (TRI) |
| 1 december 1968 | Estrada 23', 84' Azucar 56', 88' Barraza 87' Martínez 90' |       |          | San Salvador, El Salvador Scheidsrechter: De Gourville (TRI) |

|                 |                      |       |          |                                                             |
| 5 december 1968 | Nederlandse Antillen | 2 – 0 | Suriname | Oranjestad, Nederlandse Antillen Scheidsrechter: King (CAN) |
| 5 december 1968 | Brokke A. Martina    |       |          | Oranjestad, Nederlandse Antillen Scheidsrechter: King (CAN) |

|                  |                 |       |                      |                                                              |
| 12 december 1968 | El Salvador     | 1 – 0 | Nederlandse Antillen | San Salvador, El Salvador Scheidsrechter: Di Salvatore (USA) |
| 12 december 1968 | Quintanilla 28' |       |                      | San Salvador, El Salvador Scheidsrechter: Di Salvatore (USA) |

|                  |                      |       |                          |                                                              |
| 15 december 1968 | Nederlandse Antillen | 1 – 2 | El Salvador              | San Salvador, El Salvador Scheidsrechter: De Gourville (TRI) |
| 15 december 1968 | E. Martina           |       | 58' Martínez 83' Barraza | San Salvador, El Salvador Scheidsrechter: De Gourville (TRI) |

|                  |                           |       |             |                                                   |
| 22 december 1968 | Suriname                  | 4 – 1 | El Salvador | Paramaribo, Suriname Scheidsrechter: Downer (TRI) |
| 22 december 1968 | Lagadeau Oosthuizen Schal |       | González    | Paramaribo, Suriname Scheidsrechter: Downer (TRI) |

### Halve finale

#### Groep 1
| Pos | Land             | Wed | Win | Gel | Ver | DV | DT | +/− | Pnt |
| --- | ---------------- | --- | --- | --- | --- | -- | -- | --- | --- |
| 1   | Haïti            | 2   | 2   | 0   | 0   | 3  | 0  | +3  | 4   |
| 2   | Verenigde Staten | 2   | 0   | 0   | 2   | 0  | 3  | −3  | 0   |

|               |                       |       |                  |                                                    |
| 20 april 1969 | Haïti                 | 2 – 0 | Verenigde Staten | Port-au-Prince, Haïti Scheidsrechter: Segura (MEX) |
| 20 april 1969 | Obas 8' Saint-Vil 54' |       |                  | Port-au-Prince, Haïti Scheidsrechter: Segura (MEX) |

|             |                  |               |       |                                                           |
| 11 mei 1969 | Verenigde Staten | 0 – 1         | Haïti | San Diego, Verenigde Staten Scheidsrechter: Dunstan (BER) |
| 11 mei 1969 |                  | 43' Saint-Vil |       | San Diego, Verenigde Staten Scheidsrechter: Dunstan (BER) |

#### Groep 2
| Pos | Land        | Wed | Win | Gel | Ver | DV | DT | +/− | Pnt |
| --- | ----------- | --- | --- | --- | --- | -- | -- | --- | --- |
| 1=  | El Salvador | 2   | 1   | 0   | 1   | 3  | 1  | +2  | 2   |
| 1=  | Honduras    | 2   | 1   | 0   | 1   | 1  | 3  | −2  | 2   |

|             |           |       |             |                                                      |
| 8 juni 1969 | Honduras  | 1 – 0 | El Salvador | Tegucigalpa, Honduras Scheidsrechter: Yamasaki (MEX) |
| 8 juni 1969 | Wells 89' |       |             | Tegucigalpa, Honduras Scheidsrechter: Yamasaki (MEX) |

|              |                                     |       |          |                                                             |
| 15 juni 1969 | El Salvador                         | 3 – 0 | Honduras | San Salvador, El Salvador Scheidsrechter: Van Rosberg (AHO) |
| 15 juni 1969 | Martínez 27' (pen), 41' Acevedo 29' |       |          | San Salvador, El Salvador Scheidsrechter: Van Rosberg (AHO) |

El Salvador en Honduras eindigden gelijk in de poule. Er werd een extra play-off gespeeld op neutraal terrein om te bepalen welke van deze landen naar de finaleronde mocht.
|              |                                   |              |                       |                                                                 |
| 26 juni 1969 | El Salvador                       | 3 – 2 (n.v.) | Honduras              | Mexico-Stad, Mexico Scheidsrechter: Abel Aguilar Elizalde (MEX) |
| 26 juni 1969 | Martínez 8', 28' Quintanilla 101' |              | 19' Cardona 50' Gómez | Mexico-Stad, Mexico Scheidsrechter: Abel Aguilar Elizalde (MEX) |

El Salvador kwalificeert zich voor de finaleronde.

### Finale
| Pos | Land        | Wed | Win | Gel | Ver | DV | DT | +/− | Pnt |
| --- | ----------- | --- | --- | --- | --- | -- | -- | --- | --- |
| 1=  | El Salvador | 2   | 2   | 1   | 0   | 1  | 2  | 4   | −2  |
| 1=  | Haïti       | 2   | 2   | 1   | 0   | 1  | 4  | 2   | +2  |

|                   |          |       |                   |                                                      |
| 21 september 1969 | Haïti    | 1 – 2 | El Salvador       | Port-au-Prince, Haïti Scheidsrechter: Yamasaki (MEX) |
| 21 september 1969 | François |       | Acevedo Rodríguez | Port-au-Prince, Haïti Scheidsrechter: Yamasaki (MEX) |

|                   |             |                                       |       |                                                         |
| 28 september 1969 | El Salvador | 0 – 3                                 | Haïti | El Salvador, El Salvador Scheidsrechter: Elizalde (MEX) |
| 28 september 1969 |             | 20' Désir 40' François 44' Barthélemy |       | El Salvador, El Salvador Scheidsrechter: Elizalde (MEX) |

El Salvador en Haiti eindigden gelijk, een extra play-off werd gespeeld op neutraal terrein.
|                |                           |              |       |                                                 |
| 8 oktober 1969 | El Salvador Martínez 104' | 1 – 0 (n.v.) | Haïti | Kingston, Jamaica Scheidsrechter: Dunstan (BER) |
| 8 oktober 1969 |                           |              |       | Kingston, Jamaica Scheidsrechter: Dunstan (BER) |